# Enkelgrafcultuur

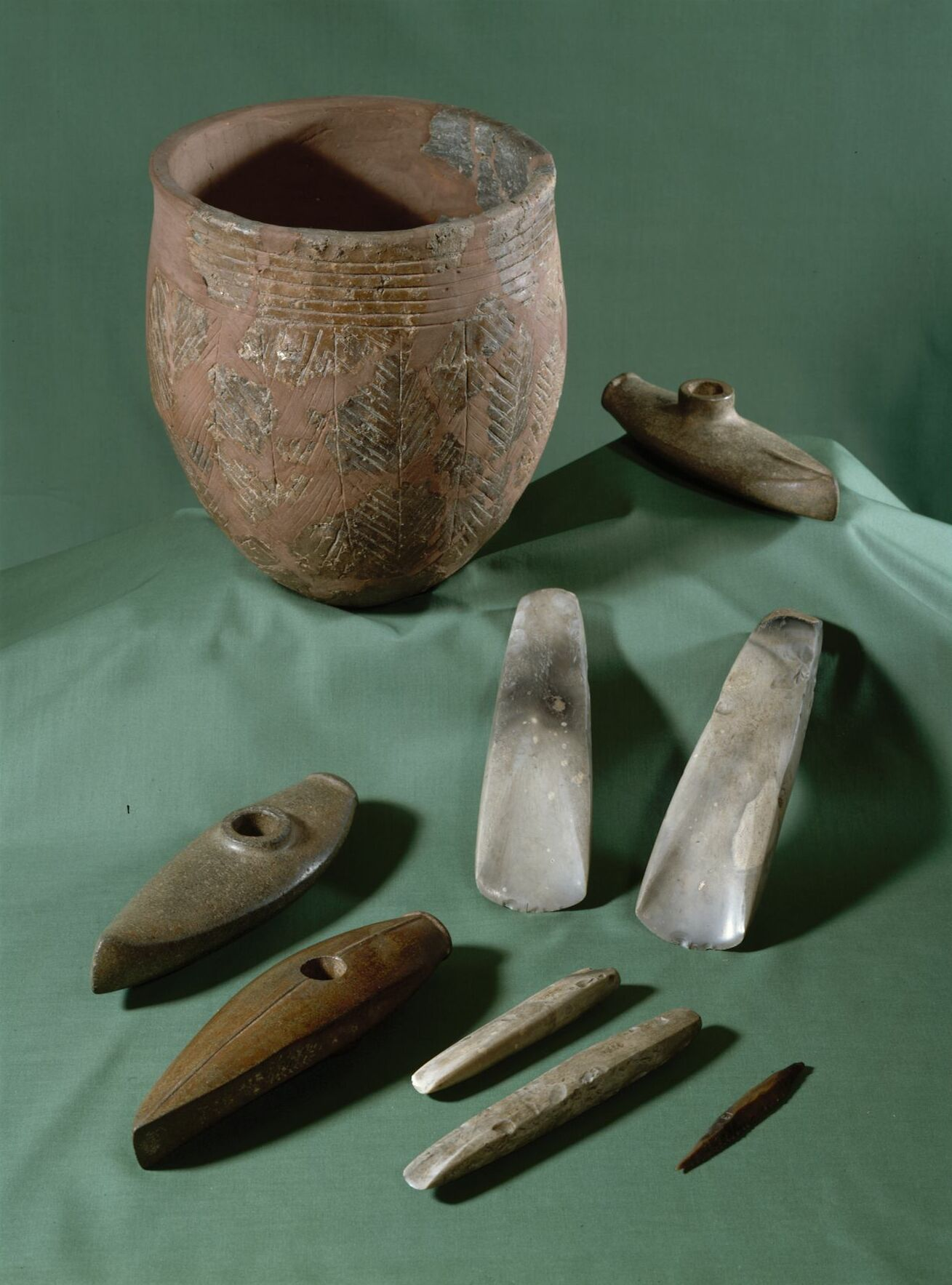
enkelgrafcultuur-artefacten, Nationaal Museum van Denemarken

De enkelgrafcultuur was een kopertijd cultuur die bloeide op de westelijke Noord-Europese Laagvlakte vanaf ca. 2.800 tot 2.200 v.Chr. De enkelgrafcultuur was een lokale variant van de touwbekercultuur. Ze kenmerkt zich door de praktijk van de enkelvoudige begrafenis, waarbij de overledene gewoonlijk vergezeld gaat van een strijdbijl, barnsteenkralen en aardewerken vaten. 
De cultuur werd opgevolgd door de klokbekercultuur, die volgens het 'Nederlandse model' afgeleid zou zijn van de enkelgrafcultuur. Meer recentelijk is dit model in twijfel getrokken vanwege chronologische problemen.

## Onderzoek
De term enkelgrafcultuur werd voor het eerst geïntroduceerd aan het eind van de 19e eeuw door de Deense archeoloog Andreas Peter Madsen. Hij zag de enkelvoudige graven als fundamenteel anders dan de reeds bekende hunebedden, grafheuvels en ganggraven.
In 1898 presenteerde de Deense archeoloog Sophus Müller als eerste een migratiehypothese, die stelde dat de voorheen bekende hunebedden, grafheuvels en ganggraven, en de nieuw ontdekte individuele graven van twee totaal verschillende groepen mensen afkomstig zouden zijn, waarbij de enkelgraven nieuwe, uit het zuiden komende stammen vertegenwoordigen. 

## Geschiedenis
De enkelgrafcultuur was een uitloper van de touwbekercultuur, die lijkt te zijn ontstaan als resultaat van een migratie van volkeren uit de Pontisch-Kaspische Steppe. Op de westelijke Noord-Europese Laagvlakte verving de enkelgrafcultuur de voorafgaande trechterbekercultuur.

### Verspreiding
De enkelgrafcultuur omvatte het westelijke deel van de Noord-Europese Laagvlakte. In Denemarken zijn de enkelgraf-locaties geconcentreerd in Jutland, waar de opkomst ervan gepaard ging met grootschalige boskap en een uitbreiding van de veehouderij, met name rundvee. In Oost-Denemarken lijken de enkelgrafcultuur, de Pitted-warecultuur en de trechterbekercultuur enige tijd naast elkaar te hebben bestaan. De cultuur onderhield nauwe banden met andere culturen van de touwbekerhorizon.

## Kenmerken

### Begrafenissen
De enkelgrafcultuur is vooral bekend van haar grafheuvels. Er zijn duizenden van dergelijke heuvels ontdekt; meestal lage, ronde aarden heuvels. Oorspronkelijk waren de heuvels omgeven door een cirkel van gespleten boomstammen. In lage heuvels bevatte het graf één of soms twee planken kisten. In elke kist zat één individu. Af en toe werden er nieuwe graven en heuvels toegevoegd bovenop de vorige. Mannen werden doorgaans begraven met strijdbijlen, grote barnstenen schijven en vuurstenen werktuigen. Vrouwen werden begraven met kettingen van kleine barnsteenkralen. Beide geslachten werden begraven met een aardewerken beker. Waarschijnlijk bevatte deze een of andere vorm van gefermenteerde drank, mogelijk bier.

### Economie
De enkelgraf-mensen hielden zich bezig met de veehouderij, met name het fokken van vee. Ze hielden zich ook bezig met landbouw, met gerst als belangrijkste gewas. Jagen en vissen speelden ook een rol, zoals blijkt uit talrijke vondsten van nederzettingen in Jutland, Sleeswijk-Holstein, Mecklenburg-Vorpommern en Nederland.

### Aardewerk

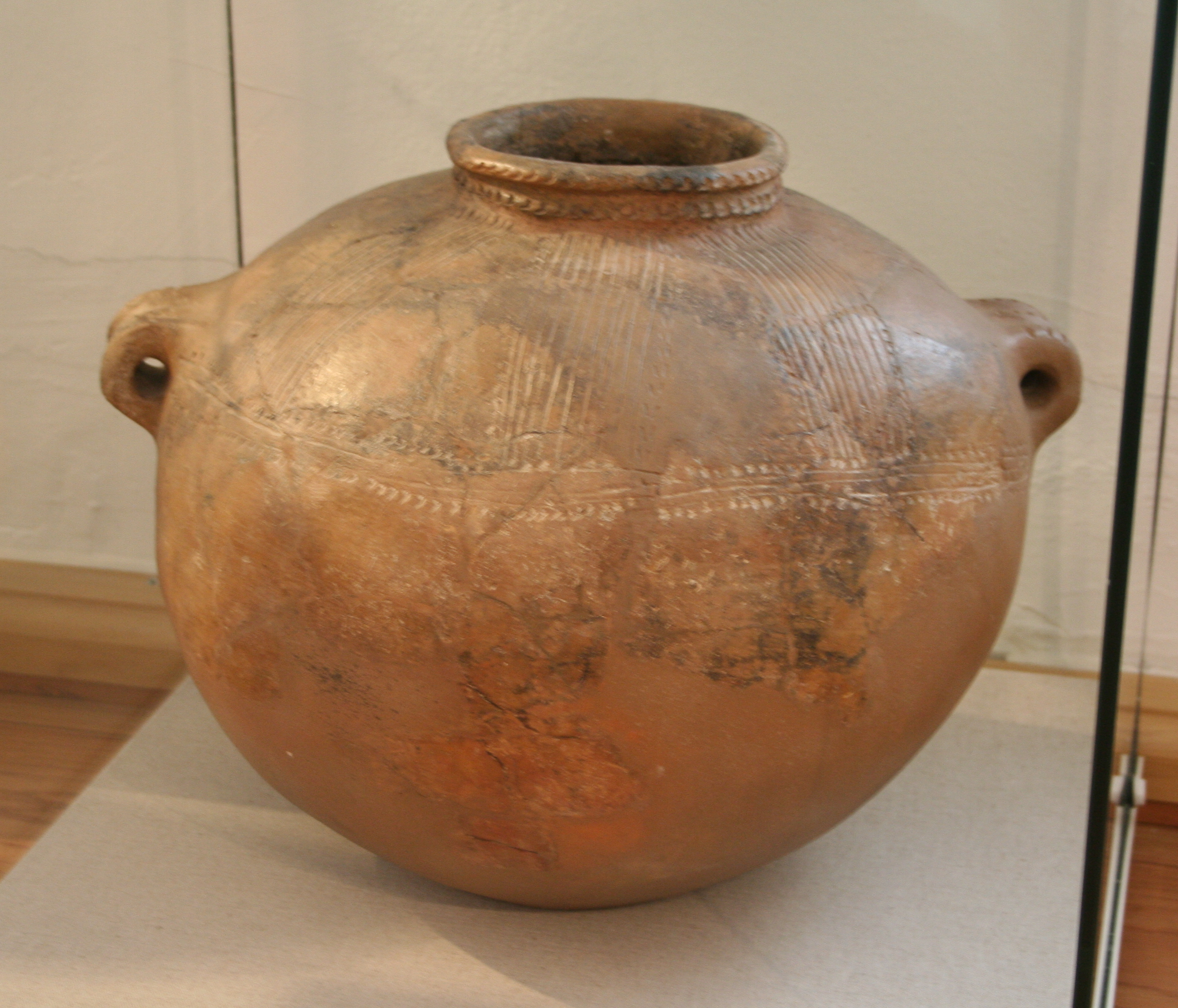
enkelgrafcultuur-aardewerk

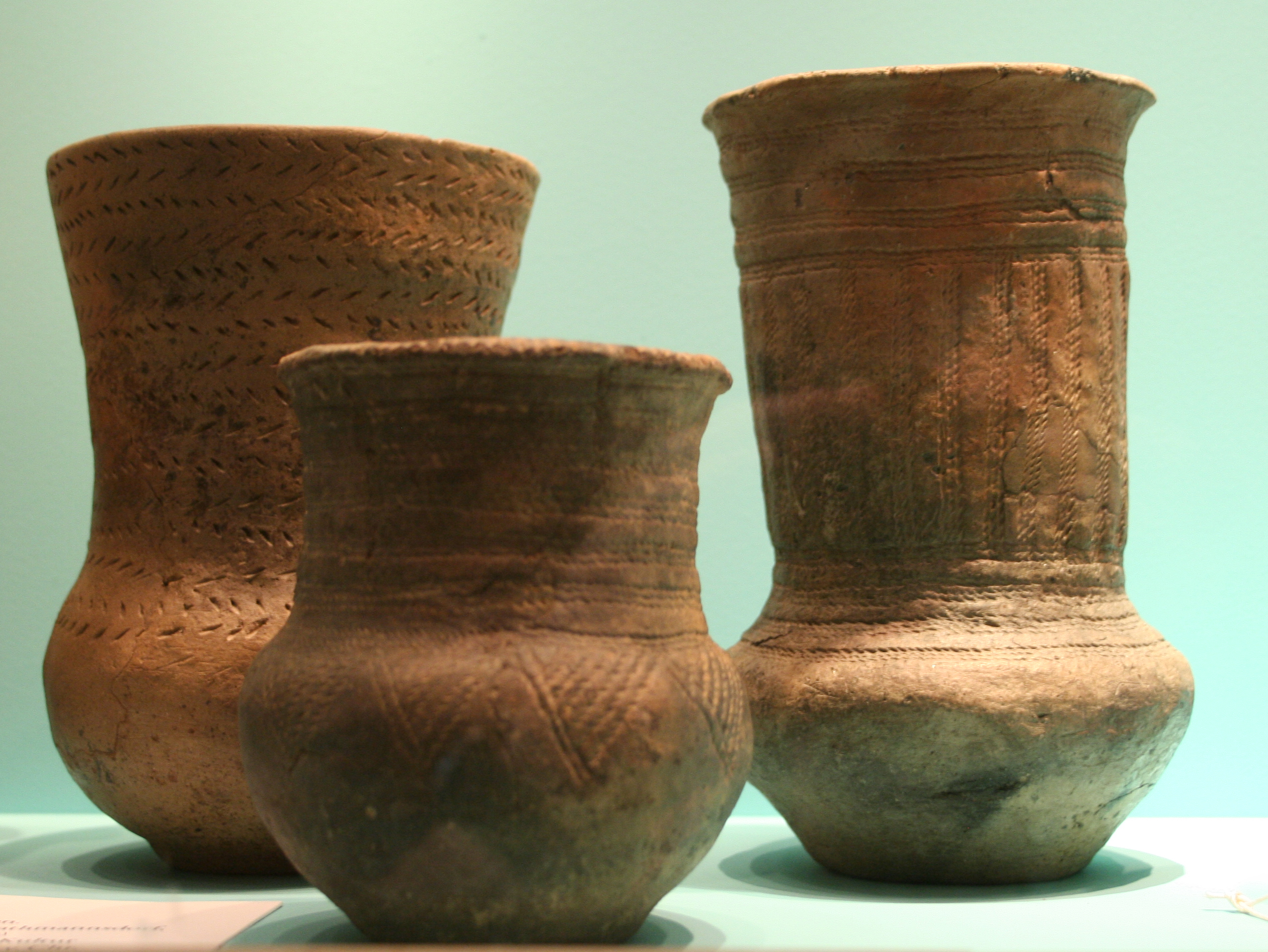
standvoetbekercultuur, ondergroep van de enkelgrafcultuur

De enkelgraf-mensen produceerden aardewerk met koordafdrukken die vergelijkbaar waren met die van andere culturen van de touwbekerhorizon. De culturele nadruk op drinkgerei die al kenmerkend was voor de vroege inheemse trechterbekercultuur werd gecombineerd met de nieuw aangekomen traditie van touwbekers. Vooral in het westen hadden de drinkbekers een uitstekende voet en definiëren ze de standvoetbekercultuur als een ondergroep van de enkelgrafcultuur. 

### Strijdbijlen
Veel archeologische culturen worden gedefinieerd en intern (typochronologisch) gestructureerd door hun aardewerk. Voor de enkelgrafcultuur moeten de strijdbijlen echter worden beschouwd als het belangrijkste item om deze archeologische cultuur chronologisch te structureren. De strijdbijlen vormen goed gedifferentieerde typen, die ook chronologisch significant zijn. 
In tegenstelling tot de gevestigde opvattingen zijn de meeste strijdbijlen niet bekend uit begrafeniscontexten, maar vertegenwoordigen ze geïsoleerde vondsten. 
- Gemeinsame Normdatei: 4151447-6